# Чепарёва, Эльвира Альбертовна
Эльви́ра Альбе́ртовна Чепарёва (род. 10 января 2000, Можга, Удмуртия), в девичестве Хаса́нова — российская легкоатлетка, специалистка по спортивной ходьбе. Выступает на международном уровне с 2017 года, обладательница бронзовой медали юношеского чемпионата мира, победительница и призёрка первенств всероссийского значения, действующая рекордсменка России в ходьбе на 10 000 метров, участница Олимпийских игр 2020. Мастер спорта России международного класса.

## Биография
Эльвира Хасанова родилась 10 января 2000 года в городе Можга, Удмуртия.
С 9-летнего возраста занималась биатлоном и лыжными гонками в местной секции под руководством заслуженного тренера РСФСР Алексея Фёдоровича Коротаева. В 2016 году перешла в спортивную ходьбу, к тренеру Екатерине Витальевне Ежовой. Впоследствии проходила подготовку в Спортивной школе Олимпийского резерва в Саранске, обучалась в Мордовском государственном педагогическом институте имени М. Е. Евсевьева, на соревнованиях представляла Мордовию.
В сезоне 2017 года на юношеском чемпионате мира в Найроби в статусе нейтрального атлета выиграла бронзовую медаль в спортивной ходьбе на 5000 метров.
В июне 2019 года на чемпионате России по спортивной ходьбе в Чебоксарах завоевала серебряную награду в ходьбе на 20 км, уступив лишь титулованной Елене Лашмановой. В августе в рамках Финала IX Спартакиады учащихся России в Чебоксарах выиграла ходьбу на 10 000 метров, установив при этом юниорский рекорд Европы и ныне действующий национальный рекорд России — 41:45.84.
В 2020 году в дисциплине 20 км победила на командном чемпионате России в Сочи и на личном чемпионате России в поселении Вороновское.
В 2021 году была лучшей на Международном фестивале по спортивной ходьбе в Алитусе, стартовала на молодёжном европейском первенстве в Таллине, но здесь в ходе прохождения дистанции в 20 км получила дисквалификацию. Выполнив олимпийский квалификационный норматив (1:31:00), оказалась в числе 10 российских легкоатлетов с нейтральным статусом, кого допустили для участия в летних Олимпийских играх в Токио. В итоге в программе ходьбы на 20 км с результатом 1:31:58 заняла 16-е место.
31 августа 2021 года удостоена почётного звания «Мастер спорта России международного класса».
После Олимпиады вышла замуж за российского ходока Дементия Чепарёва, с 2022 года выступает под фамилией мужа.
3 августа 2023 года выиграла чемпионат России в ходьбе на 10 000 метров, показав лучший результат сезона в мире.
27 февраля 2024 года заняла первое место на командном чемпионате России по спортивной ходьбе на 20 километров с результатом 1 час 24 минуты 31 секунда, показав лучшее время сезона в мире.
10 мая 2024 года заняла второе место на чемпионате России по спортивной ходьбе на 20 километров с результатом 1 час 27 минут 24 секунды.
15 июня 2024 года заняла второе место на соревнованиях по спортивной ходьбе на 10 000 метров в рамках игр БРИКС с результатом 43 минуты 5,97 секунды.
15 августа 2024 года выиграла чемпионат России в спортивной ходьбе на 10 000 метров с результатом 40 минут 59,93 секунды, установив мировой рекорд.